# Georg Waitz

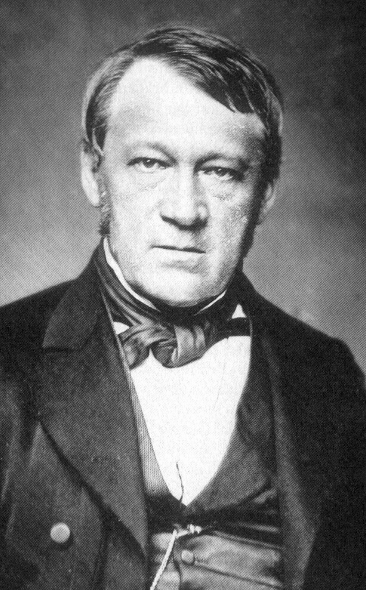
Georg Waitz

Georg Waitz (* 9. Oktober 1813 in Flensburg; † 24. Mai 1886 in Berlin) war ein deutscher Rechtshistoriker und Mediävist. Er ist einer der bekanntesten Herausgeber historischer Quellen zur deutschen Geschichte.

## Leben
Waitz studierte von 1832 bis 1836 an der Christian-Albrechts-Universität zu Kiel (damals Christiana-Albertina oder Academia Holsatorum Chiloniensis) und dann an der Friedrich-Wilhelms-Universität zunächst Rechtswissenschaften, Klassische Philologie, Germanistik, Philosophie und Evangelische Theologie, später Geschichtswissenschaft. Unter dem Einfluss von Historikern wie Barthold Georg Niebuhr und Leopold von Ranke fasste Waitz, der 1832 sich zunächst in die Juristische Fakultät der Christian-Albrechts-Universität zu Kiel eingeschrieben hatte, den Entschluss, die Geschichte zu seinem Beruf zu machen. Bei Ranke an der Universität Berlin, wo er seit 1833 unter anderen bei dem Begründer der wissenschaftlichen Textkritik Karl Lachmann und bei dem Begründer der historischen Rechtsschule Friedrich Carl von Savigny studierte, wurde er auch 1836 mit der Arbeit De chronici Urspergensis prima parte, eius auctore, fontibus et apud posteros auctoritate (Berlin 1836) promoviert, nachdem er 1835 von der Juristischen in die Philosophische Fakultät gewechselt war. Seine erste größere selbständige wissenschaftliche Abhandlung war jedoch die von der Philosophischen Fakultät prämierte Preisarbeit über Heinrich I., die später zu dem entsprechenden Band in den Jahrbüchern des deutschen Reiches ausgearbeitet werden sollte. Die Arbeit an diesem Rankeschen Großprojekt brachte Waitz in engen Kontakt zu den übrigen Mitgliedern der sogenannten Ranke-Schule Wilhelm von Dönniges, Wilhelm von Giesebrecht, Siegfried Hirsch, Rudolf Köpke und Roger Wilmans. Anschließend arbeitete Waitz in Hannover, ab 1842 in Berlin, als wissenschaftlicher Mitarbeiter von Georg Heinrich Pertz, dem er von Ranke empfohlen worden war, bei den Monumenta Germaniae Historica, der zentralen Sammlung deutscher Quellen aus dem Mittelalter, mit. Eine weitere, zusammen mit Hirsch verfasste, prämierte Preisarbeit, diesmal für die Akademie der Wissenschaften zu Göttingen, entschied die Echtheitsdebatte um das Chronicon Corbeiense zugunsten der Fälschungsthese und damit gegen Anton Christian Wedekind, der für die Echtheit eingetreten war und den Preis ausgesetzt hatte.
1842 wurde Waitz von der Universität Kiel zum ordentlichen Professor der Geschichte berufen. Seit demselben Jahr war er mit Clara Schelling, einer Tochter des Philosophen Friedrich Wilhelm Joseph Schelling, verheiratet. 1847 engagierte er sich gemeinsam mit dem Mediävisten, Stadt- und Verfassungshistoriker Karl Hegel im unter dem Vorsitz Pertz’ offiziell gegründeten „Verein deutscher Geschichtsforscher“, der sich aus der ersten Germanistenversammlung zu Frankfurt am Main im Jahr 1846 herauskristallisiert hatte. Mit dem Historiker Hegel verband Waitz seitdem eine lebenslange kollegiale Freundschaft, die auf gemeinsamen Forschungsinteressen basierte und in einem regen Briefwechsel dokumentiert ist. 1848 wechselte er an die Göttinger Universität, wo er das Historische Seminar mitbegründete, das weltweit Anerkennung fand als Göttinger historische Schule. Die neugegründete Historische Kommission bei der Bayerischen Akademie der Wissenschaften in München wählte ihn 1858 zu ihrem ordentlichen Mitglied. 1860 erhielt er die juristische Ehrendoktorwürde der Berliner Universität. 1875 wurde er Präsident der MGH, gab dafür seine Göttinger Professur auf und zog nach Berlin, wo er bis zu seinem Tod 1886 lebte. Seit 1842 war er korrespondierendes und seit 1875 ordentliches Mitglied der Preußischen Akademie der Wissenschaften. Die Académie royale des Sciences, des Lettres et des Beaux-Arts de Belgique nahm ihn 1884 als assoziiertes Mitglied auf.
Waitz ist auf dem Alten St.-Matthäus-Kirchhof Berlin bestattet. Sein Grab war von 1965 bis 2014 als Ehrengrab der Stadt Berlin gekennzeichnet.

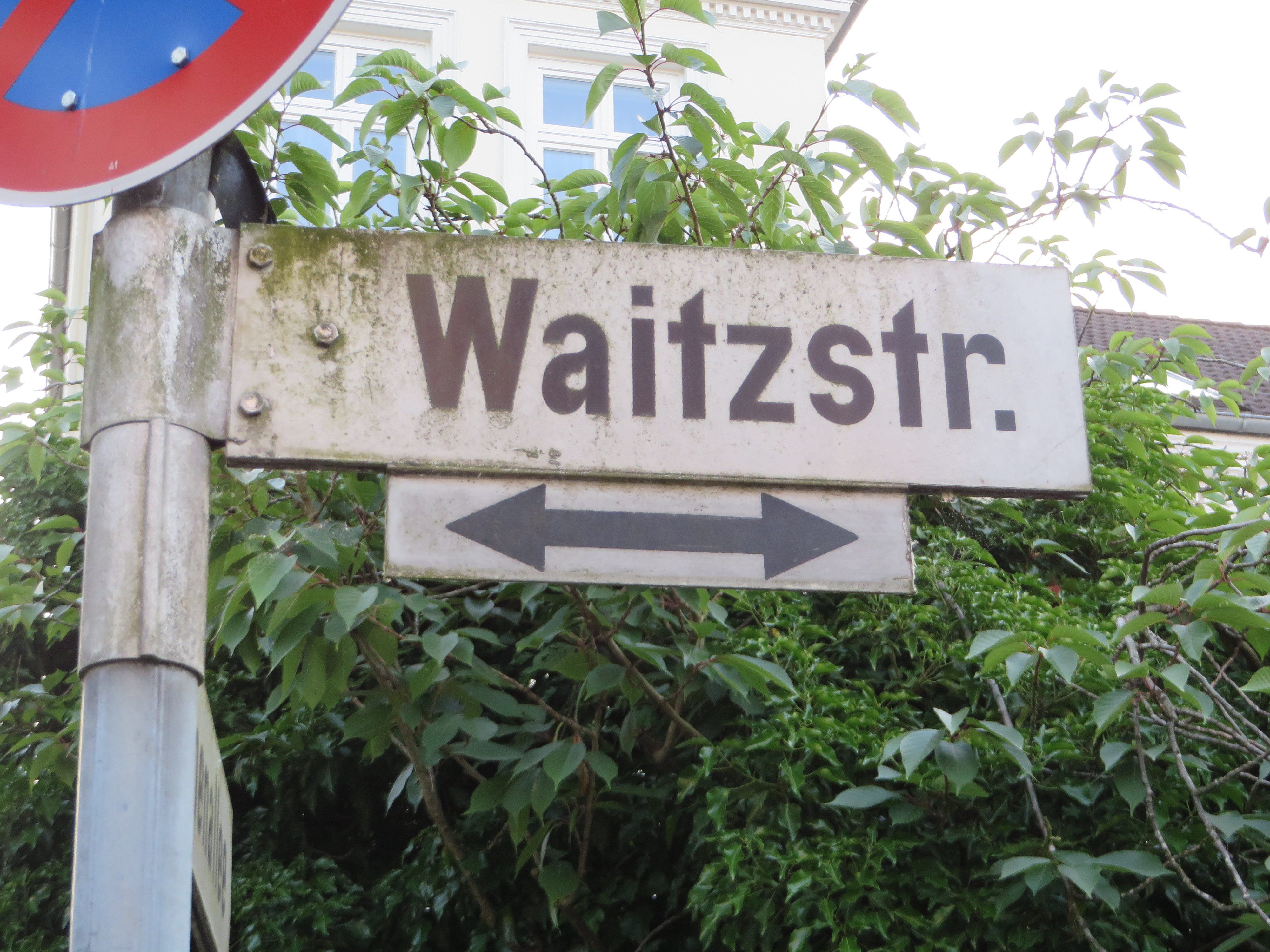
In Flensburg wurde die Waitzstraße nach ihm benannt.

## Familie
Georg Waitz war zweimal verheiratet. Am 9. Oktober 1842 heiratete er in seiner ersten Ehe Clara Schelling (* 3. Juli 1818; † 26. November 1857). Das Paar hatte sieben Kinder:
- Maria Pauline (* 3. Juli 1844; † 28. November 1926)
- Anna Friederike Auguste (* 23. Dezember 1846; † 17. Oktober 1850)
- Georg Friedrich Carl (* 29. Dezember 1848; † 31. Juli 1894) ⚭ Johanna Hirsch (* 18. April 1860)
- Heinrich Wilhelm Julius (* 25. August 1850; † 27. Mai 1912), Dr. med. ⚭ Elise Krogmann (* 1. Juli 1863)
- Friedrich Leopold August (* 14. April 1854; † 21. März 1929) ⚭ Marie Luise Margarethe Rutenberg (* 10. April 1857; † 1. Jan 1903)
- Eberhard Adolf Hermann (* 4. Februar 1856; † 2. Februar 1925)
- Clara Franziska Albertine (* 12. November 1857; † 20. März 1912) ⚭ Ernst Steindorff (* 15. Juni 1839; † 9. April 1895)

Nach dem Tod seiner ersten Ehefrau heiratete Georg Waitz am 13. Juni 1861 Helene Franziska Friederike von Hartmann (* 27. April 1831; † 11. April 1915), eine Tochter des Generals Georg Julius von Hartmann.

## Werk
Das Lebenswerk Waitz’ ist die von der Germanenzeit bis zur Mitte des 12. Jahrhunderts reichende „Deutsche Verfassungsgeschichte“, die wegen ihres Materialreichtums heute noch wertvoll ist (8 Bde., 1844–1878, Neubearbeitung Bd. 1–4, 1865–1885). Mit diesem Werk stand er in der Tradition der nationalen Geschichtsschreibung, die durch den inneren Zusammenhang zwischen der Verwissenschaftlichung des Faches Geschichte und des Nationsbildungsprozesses geprägt war. Darüber hinaus verfasste er zahlreiche Einzeluntersuchungen vielfach quellenkundlichen und -kritischen Charakters. In seinen nicht wenigen landeskundlichen Arbeiten griff er bis in die Neuzeit aus, die er auch in seiner Lehre in erheblichem Umfang behandelte.
Waitz war zudem Bearbeiter und Fortsetzer der Quellenkunde der deutschen Geschichte von Friedrich Christoph Dahlmann (3.–5. Auflage, 1869–1883). Das Werk enthielt von Anfang an auch Literaturangaben, und so ergab sich seine Entwicklung zu einer reinen Bibliographie, als welche der Dahlmann-Waitz in seinen jüngeren Auflagen heute noch bekannt ist. Außerdem arbeitete er am Rotteck-Welcker’schen Staatslexikon, der Historischen Zeitschrift und der Allgemeinen Deutschen Biographie mit.
Waitz zählt zu den herausragenden Fachvertretern der mittelalterlichen Geschichte, die – ihrerseits geprägt von Gelehrten wie Savigny, Ranke, Niebuhr und Lachmann – der neuen, streng wissenschaftlich und quellenkritisch orientierten, methodisch und philologisch gleichermaßen geschulten Geschichtswissenschaft in der zweiten Hälfte des 19. Jahrhunderts zum Durchbruch verhalfen. Charakteristisch für seine Forschung sind die Zurückhaltung gegenüber nicht hinreichend quellengestützter Thesenbildung und die Forderung nach unbedingter Objektivität (Positivismus), die Ablehnung der Rückprojektion der Resultate späterer Entwicklungen in die Frühzeit zur Auffüllung und Interpretation der lückenhaften Überlieferung sowie das Beharren auf der Eigenständigkeit und Eigengesetzlichkeit der jeweiligen historischen Epoche (Historismus) sowie das starke Interesse an Rechts-, Institutionen- und Verfassungsgeschichte in einem weiten, Teile der Sozialgeschichte einschließenden Sinn. Die Edition und Erforschung der Quellen und ihrer handschriftlichen Überlieferung führte Waitz auf zahlreiche Bibliotheksreisen durch ganz Europa. Durch die Qualität seiner Forschung und Lehre und den Erfolg seiner zahlreichen Schüler begründete er das hohe Ansehen der Geschichtswissenschaft an der Universität Göttingen im 19. Jahrhundert und führte die Monumenta Germaniae Historica aus kritischer Lage zu neuer Blüte. Die streng wissenschaftliche Ausrichtung und der weitgehende Verzicht auf Personengeschichte hatten indes zur Folge, dass Waitz mit seinem Werk als Historiker trotz einiger populärwissenschaftlicher Arbeiten keine allgemeine Bekanntheit über die Fachwelt hinaus erlangte.

## Literatur

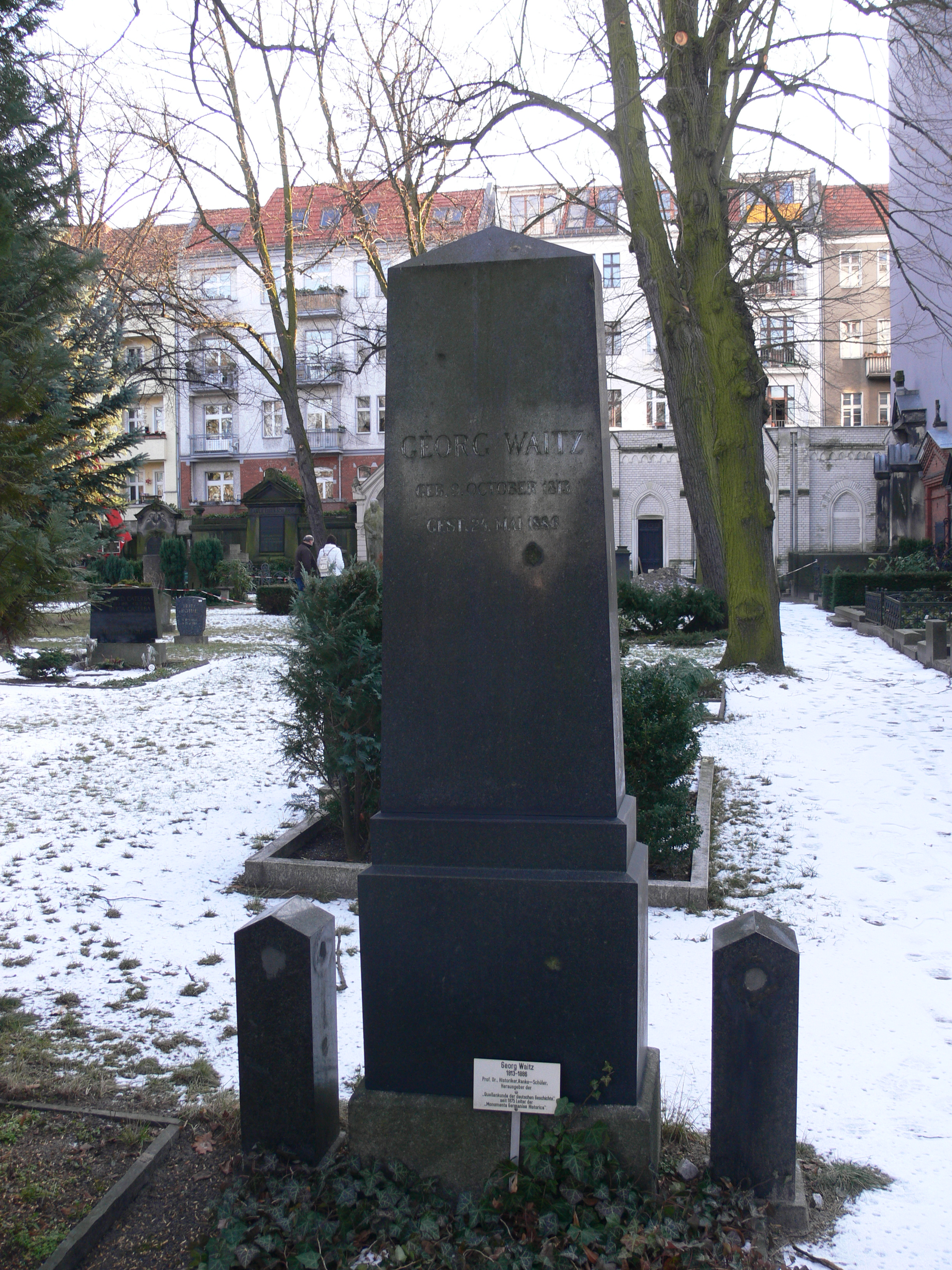
Grabstätte auf dem Alten St. -Matthäus-Kirchhof in Berlin-Schöneberg

## Politik
1846 wurde Waitz Mitglied der holsteinischen Ständeversammlung. Im gleichen Jahr nahm er an den sogenannten Germanistentagen teil und war Mitautor eines Offenen Briefes an den dänischen König Christian VIII. zur schleswigschen Erbfolgefrage. Der Brief brachte Waitz einen Verweis der dänischen Regierung ein. Auch in den 1860er Jahren setzte er sich publizistisch für die Unteilbarkeit Schleswig-Holsteins und die Zugehörigkeit Schleswigs zum Deutschen Bund ein.
Vom 18. Mai 1848 bis zum 20. Mai 1849 war Waitz für den Wahlkreis Bordesholm Mitglied der Frankfurter Nationalversammlung in der Paulskirche. Dort war er Mitglied des Verfassungsausschusses und der Casino-Fraktion. Am 28. März 1849 stimmte er, wie die meisten seiner Fraktionskollegen, für die Paulskirchenverfassung und für Friedrich Wilhelm IV. als Kaiser der Deutschen. Nach dem Scheitern der Verfassung zog sich Waitz aus der Frankfurter Nationalversammlung und der aktiven Politik zurück.

## Schriften (Auswahl)
- De chronici Urspergensis prima parte, eius auctore, fontibus et apud posteros auctoritate. Berlin 1836.
- Heinrich I. (= Jahrbücher des deutschen Reiches unter dem sächsischen Hause, I, 1), hrsg. von Leopold von Ranke. Duncker und Humblot, Berlin 1837, 3. Auflage 1885.
- mit Siegfried Hirsch: Kritische Prüfung der Echtheit und des historischen Werthes des sogenannten Chronicon Corbeiense. Eine von der historisch-philosophischen Klasse der Königlichen Societät der Wissenschaften zu Göttingen im Dezember 1839 gekrönte Preisschrift (= Jahrbücher des deutschen Reichs unter dem Sächsischen Hause, 3,1 ). Duncker und Humblot, Berlin 1839.
- Deutsche Verfassungsgeschichte. 8 Bde., 1844–1878, Neubearbeitung Bd. 1–4, 1865–1885.
- Quellenkunde der deutschen Geschichte. 3.–5. Auflage, 1869–1883.